# چوب‌بست
چوب بست، روستایی است از توابع بخش گتاب شهرستان بابل در استان مازندران ایران.

## جمعیت
این روستا در دهستان گتاب جنوبی قرار دارد و براساس سرشماری مرکز آمار ایران در سال ۱۳۸۵، جمعیت آن ۳۴۷ نفر (۷۸خانوار) بوده‌است.
این روستا با یک کانال آب به دو قسمت بالا و پایین تقسیم می‌شود شغل اکثر مردم کشاورزی بوده و بعضی از مردم هم در کنار کشاورزی به شغل دیگری هم مثل دبیری یا تجارت برنج و مرکبات می پردازند
در سال‌های اخیر اکثر مردم جوان این روستا به شهرهای تهران و بابل مهاجرت کرده‌اند.
تنها مدرسه این روستا مدرسه ابتدایی شهید مهدی نیا می‌باشد  که با توجه به کمبود دانش آموز در سال‌های اخیر تعطیل شده .
```
دربارهٔ علت نامگذاری این روستا به چوب بست نقل است که در زمانهای دورتر جلوی ارباب منطقه را با چوب بستند و مانع ورود او به محل شدند
```

از مناطق دیدنی این روستا آب بندان چوب بست است که مامنی برای تفریح و استراحت است که با تلاش دهیار روستا اخیراً قسمت غربی آن با چراغ‌های مهتابی و درختان کوچک سرو تزیین شده‌است .